# Up, Up and Away (Sonny Criss)
| Recensione | Giudizio |
| ---------- | -------- |
| AllMusic   | [ 1 ]    |

Up, Up and Away è un album discografico del sassofonista jazz statunitense Sonny Criss, pubblicato dalla casa discografica Prestige Records nel febbraio del 1968.

## Tracce
Lato A
1. Up, Up and Away – 5:32 (Jimmy Webb)
2. Willow Weep for Me – 5:11 (Ann Ronell)
3. This Is for Benny – 6:28 (Horace Tapscott)

Lato B
1. Sunny – 5:53 (Bobby Hebb)
2. Scrapple from the Apple – 6:44 (Charlie Parker)
3. Paris Blues – 7:28 (Sonny Criss)

## Musicisti
- Sonny Criss - sassofono alto
- Tal Farlow - chitarra
- Cedar Walton - pianoforte
- Bob Cranshaw - contrabbasso
- Lenny McBrowne - batteria

Note aggiuntive
- Don Schlitten - produttore
- Registrazioni effettuate a New York il 18 agosto 1967
- Richard Alderson - ingegnere delle registrazioni
- Raven Screen - note retrocopertina album[4][5]